# Sinumelon musgravesi
Sinumelon musgravesi är en snäckart som beskrevs av Alan Solem 1993. Sinumelon musgravesi ingår i släktet Sinumelon och familjen Camaenidae. Inga underarter finns listade i Catalogue of Life.